# Théodora Cantacuzène (épouse d'Orhan)
Théodora Cantacuzène (en grec : Θεοδώρα Καντακουζηνή), (née vers 1332, et morte après 1381), est une princesse byzantine, fille de l'empereur Jean VI Cantacuzène, et la troisième épouse du sultan ottoman Orhan.

## Biographie
Théodora était l'une des trois filles de l'empereur Jean VI Cantacuzène et de son épouse Irène Asanina. L'historien Nicéphore Grégoras la nomme par erreur « Marie » dans un passage. En janvier 1346, pour consolider l'alliance de son père avec les Turcs ottomans en plein essor et pour éviter que les Ottomans n'apportent leur aide à l'impératrice-régente Jeanne de Savoie pendant la guerre civile, elle fut fiancée au souverain ottoman, Orhan. Le mariage eut lieu pendant l'été de cette même année. Ses parents et ses sœurs l'escortèrent à Sélymbrie, où les représentants d'Orhan, parmi lesquels se trouvaient des grands de sa cour et un régiment de cavalerie, arrivèrent sur une flotte de 30 vaisseaux. Une cérémonie fut organisée à Sélymbrie, où les émissaires d'Orhan la reçurent et l'escortèrent sur les terres ottomanes de Bithynie, de l'autre côté de la mer de Marmara, où le mariage lui-même eut lieu.
Théodora resta chrétienne après son mariage et soutint activement les Chrétiens vivant sous domination ottomane. En 1347, elle donna naissance à son seul fils, Şehzade Halil, qui fut capturé, alors qu'il n'était encore qu'un enfant, par des pirates génois qui exigèrent une rançon. L'empereur byzantin Jean V Paléologue joua un rôle dans sa libération. Plus tard, Şehzade Halil épousa Irène Palaiologina, une fille de Jean V Paléologue et de la sœur de Théodora, Hélène Cantacuzène.
À l'exception d'un séjour de trois jours à Constantinople en février 1347, après la victoire de son père pendant la guerre civile,  Théodora resta à la cour ottomane jusqu'à la mort d'Orhan en 1362. Après cela, il semble qu'elle soit revenue à Constantinople, où elle vécut avec sa sœur, l'impératrice Hélène Cantacuzène, au palais. La dernière mention d'elle indique qu'elle fut emprisonnée à Galata pendant le court règne d'Andronic IV Paléologue (1379-1381).

## Sources
- Nicol, Donald M. The Reluctant Emperor : A Biography of John Cantacuzene, Byzantine Emperor and Monk, c. 1295-1383, 1996, Cambridge University Press.
- Trapp, Erich ; Walther, Rainer ; Beyer, Hans-Veit & Sturm-Schnabl, Katja, Prosopographisches Lexikon der Palaiologenzeit, volume 5, 1981, Verlag der Österreichischen Akademie der Wissenschaften, Vienne.